# João Nicolau
João Nicolau (1975, Lisboa, Portugal) es un director de cine portugués.

## Filmografía

### Como director
- Tecnoboss - largometraje (2019)
- John From - largometraje (2015)
- Gambozinos - cortometraje (2013)
- A Espada e a Rosa - largometraje (2010)
- Canção de Amor e Saúde - cortometraje (2009)
- Rapace - cortometraje (2006)
- Calado Não Dá - mediometraje documental (1999)